# Senegalesische Fußballnationalmannschaft
Die senegalesische Fußballnationalmannschaft ist die Auswahlmannschaft des senegalesischen Fußballverbandes Fédération Sénégalaise de Football und repräsentiert diesen auf internationaler Ebene bei Länderspielen gegen Mannschaften anderer nationaler Verbände. Ihre größten Erfolge hatte sie mit dem Viertelfinaleinzug bei der WM 2002 sowie mit dem ersten großen Titelgewinn beim Afrika-Cup 2022.

## Aktueller Kader
Für den Kader bei der Fußball-Weltmeisterschaft 2022, siehe:

## Rekordspieler
Stand: 19. November 2024
Fettgesetzte Spieler sind noch aktiv.
| #  | Spieler           | Spiele | Tore | Zeitraum  |
| -- | ----------------- | ------ | ---- | --------- |
| 1  | Idrissa Gueye     | 115    | 07   | 2011–     |
| 2  | Sadio Mané        | 111    | 42   | 2012–     |
| 3  | Henri Camara      | 98     | 29   | 1999–2008 |
| 4  | Kalidou Koulibaly | 89     | 01   | 2015–     |
| 4  | Cheikhou Kouyaté  | 89     | 04   | 2012–     |
| 6  | Tony Sylva        | 84     | 0    | 1999–2008 |
| 7  | Lamine Diatta     | 72     | 04   | 2000–2008 |
| 8  | El Hadji Diouf    | 70     | 24   | 2000–2008 |
| 8  | Roger Mendy       | 70     | 03   | 1979–1995 |
| 10 | Ismaïla Sarr      | 69     | 14   | 2016–     |
| 11 | Moussa N’Diaye    | 67     | 08   | 1998–2006 |
| 12 | Adolphe Mendy     | 65     | 01   | 1986–1997 |

| # | Player             | Tore | Spiele | Zeitraum  |
| - | ------------------ | ---- | ------ | --------- |
| 1 | Sadio Mané         | 45   | 111    | 2012–     |
| 2 | Henri Camara       | 29   | 98     | 1999–2008 |
| 3 | El Hadji Diouf     | 24   | 70     | 2000–2008 |
| 4 | Mamadou Niang      | 20   | 58     | 2002–2012 |
| 5 | Papiss Demba Cissé | 17   | 34     | 2009–2015 |
| 6 | Moussa Sow         | 16   | 47     | 2009–2018 |
| 7 | Mamadou Diallo     | 15   | 37     | 1990–1999 |
| 8 | Ismaïla Sarr       | 14   | 69     | 2016–     |
| 9 | Famara Diédhiou    | 11   | 27     | 2014–     |
| 9 | Papa Bouba Diop †  | 11   | 63     | 2001–2008 |
| 9 | Yatma Diouck       | 11   | 24     | 1963–1970 |
| 9 | Souleymane Sané    | 11   | 25     | 1989–1997 |

## Weitere bekannte Spieler
| - Demba Ba - Papa Malick Ba - Habib Beye - Sarr Boubacar - Ferdinand Coly - Momo Diabang - Abdoulaye Diallo - Moussa Konaté - Amara Traoré |

## Turniere

### Weltmeisterschaften
| Jahr | Gastgeberland     | Teilnahme bis …    | Letzte(r) Gegner        | Ergebnis  | Trainer     | Bemerkungen und Besonderheiten |
| ---- | ----------------- | ------------------ | ----------------------- | --------- | ----------- | --- |
| 1930 | Uruguay           | nicht teilgenommen |                         |           |             | Kein selbständiger Staat |
| 1934 | Italien           | nicht teilgenommen |                         |           |             | Kein selbständiger Staat |
| 1938 | Frankreich        | nicht teilgenommen |                         |           |             | Kein selbständiger Staat |
| 1950 | Brasilien         | nicht teilgenommen |                         |           |             | Kein selbständiger Staat |
| 1954 | Schweiz           | nicht teilgenommen |                         |           |             | Kein selbständiger Staat |
| 1958 | Schweden          | nicht teilgenommen |                         |           |             | Kein selbständiger Staat |
| 1962 | Chile             | nicht teilgenommen |                         |           |             | 1. Spiel erst nach Beginn der Qualifikation |
| 1966 | England           | zurückgezogen      |                         |           |             | Alle 15 afrikanischen Mannschaften zogen sich aus der Qualifikation zurück, da die FIFA den Mannschaften aus Afrika, Asien und Ozeanien nur einen Endrundenplatz zugestand. |
| 1970 | Mexiko            | nicht qualifiziert |                         |           |             | In der Qualifikation in der 1. Runde nach Entscheidungsspiel an Marokko gescheitert. |
| 1974 | Deutschland       | nicht qualifiziert |                         |           |             | In der Qualifikation in der 1. Runde erneut an Marokko gescheitert, das sich ebenfalls nicht qualifizieren konnte. |
| 1978 | Argentinien       | nicht qualifiziert |                         |           |             | In der Qualifikation in der 1. Runde an Togo gescheitert, das sich ebenfalls nicht qualifizieren konnte. |
| 1982 | Spanien           | nicht qualifiziert |                         |           |             | In der Qualifikation wieder in der 1. Runde an Marokko gescheitert, das sich ebenfalls nicht qualifizieren konnte. |
| 1986 | Mexiko            | nicht qualifiziert |                         |           |             | In der Qualifikation in der 1. Runde an Angola im Elfmeterschießen gescheitert, das sich ebenfalls nicht qualifizieren konnte. |
| 1990 | Italien           | nicht teilgenommen |                         |           |             | |
| 1994 | USA               | nicht qualifiziert |                         |           |             | In der Qualifikation in der 2. Runde erneut an Marokko gescheitert. |
| 1998 | Frankreich        | nicht qualifiziert |                         |           |             | In der Qualifikation in der 1. Runde erneut an Togo gescheitert, das sich ebenfalls nicht qualifizieren konnte. |
| 2002 | Südkorea/Japan    | Viertelfinale      | Türkei                  | 7. Platz  | Bruno Metsu | Niederlage nach Verlängerung durch Golden Goal. Sieg im Eröffnungsspiel gegen den amtierenden Weltmeister Frankreich. |
| 2006 | Deutschland       | nicht qualifiziert |                         |           |             | In der Qualifikation in der 2. Runde erneut an Togo gescheitert. |
| 2010 | Südafrika         | nicht qualifiziert |                         |           |             | In der Qualifikation in der 2. Runde an Algerien gescheitert. |
| 2014 | Brasilien         | nicht qualifiziert |                         |           |             | In der Qualifikation in der Playoff-Runde an der Elfenbeinküste gescheitert. |
| 2018 | Russland          | Vorrunde           | Polen, Japan, Kolumbien | 17. Platz | Aliou Cissé | Nach einem Sieg gegen Polen, einem Unentschieden gegen Japan und einer Niederlage gegen Kolumbien als Gruppendritter ausgeschieden. |
| 2022 | Katar             | Achtelfinale       | England                 | 10. Platz | Aliou Cissé | In der Afrika-Qualifikation setzte sich die Mannschaft gegen die Republik Kongo, Namibia und Togo und schließlich gegen Ägypten durch. In der WM-Vorrunde mit zwei Siegen gegen Gastgeber Katar und Ecuador sowie einer Niederlage gegen die Niederlande als Gruppenzweiter für das Achtelfinale qualifiziert, welches 0:3 gegen England verloren wurde. |
| 2026 | Kanada/Mexiko/USA |                    |                         |           |             | |

Weltmeisterschaft 2002

Bei der Weltmeisterschaft in Japan und Südkorea sorgte die senegalesische Nationalelf im ersten Spiel für eine nicht für möglich gehaltene Sensation, als sie den Titelverteidiger und Turnierfavoriten Frankreich 1:0 bezwang. In der Euphorie erkämpfte sich die Mannschaft zwei Unentschieden gegen Dänemark (1:1) und Uruguay (3:3) und stand damit im Achtelfinale. Dort wurde Schweden mit 2:1 nach Verlängerung bezwungen; beide Tore schoss Henri Camara. Erst im Viertelfinale unterlag der Senegal einer anderen WM-Überraschungsmannschaft, der Türkei, mit 0:1 nach Verlängerung. Der Siegeszug machte den Senegal zu einem der erfolgreichsten WM-Debütanten seit 1950.

### Afrika-Cup
Zum ersten Mal war Senegal 1965 für den Afrika-Cup qualifiziert. Die Mannschaft schied nach einem Losentscheid zugunsten Tunesiens ungeschlagen in der Vorrunde aus. Bei der zweiten Teilnahme 1968 konnte sich Senegal in der Vorrunde nicht gegen Ghana und die
DR Kongo durchsetzen und schied erneut aus.
Erst 18 Jahre später, 1986, konnte sich Senegal wieder qualifizieren. In der Vorrunde schlug man neben Mosambik auch überraschend den späteren Sieger Ägypten, verlor aber gegen Elfenbeinküste und scheiterte abermals in der ersten Runde.
1990 schließlich konnte sich Senegal bis ins Halbfinale spielen, mit nur einem einzigen Sieg, da lediglich acht Mannschaften am Turnier teilnahmen. Am Ende wurde die Mannschaft Vierter, der bis dahin größte Erfolg im senegalesischen Fußball außerhalb Westafrikas.
1992 durfte Senegal dann sogar das Turnier austragen. Die hohen Erwartungen konnte die Mannschaft aber nicht ganz erfüllen, im Viertelfinale verlor sie gegen Kamerun.
1994 und 2000 scheiterten die Senegalesen erneut im Viertelfinale. Der große Durchbruch gelang 2002, als man sich bis ins Turnierfinale spielte und dort erst im Elfmeterschießen gegen Kamerun unterlag.
2004 unterlag Senegal dem späteren Meister Tunesien im Viertelfinale. 2006 wurde man Vierter. Bei der Afrikameisterschaft 2008 schied man in der Vorrunde aus. Seither genügen die Leistungen der Senegalesen nicht den Erwartungen. In der Qualifikation für die WM 2010 scheiterte man vorzeitig und konnte sich nicht für die Afrika-Meisterschaft 2010 qualifizieren.
Für die Fußball-Afrikameisterschaft 2012 qualifizierte sich der Senegal mit fünf Siegen und einem Remis und galt vor Turnierbeginn – auch weil einige andere starke Mannschaften sich nicht qualifizieren konnten – als einer der Turnierfavoriten. Nach drei Niederlagen gegen in der FIFA-Weltrangliste schlechter platzierte Mannschaften schied der Senegal aber bereits in der Vorrunde aus. Aufgrund des Ausscheidens wurde Trainer Amara Traoré am 8. Februar 2012 entlassen.
Bei der Afrikameisterschaft 2019 in Ägypten erreichte das Team nach 2002 zum zweiten Mal das Finale, musste sich aber der Algerischen Mannschaft geschlagen geben.
Bei der Afrikameisterschaft 2022 in Kamerun konnte die senegalesische Nationalmannschaft zum ersten Mal den Titel des Afrikameisters erlangen. Im Finale am 6. Februar 2022 schlug man Ägypten im Elfmeterschießen mit 4:2, nachdem es nach 90 Minuten regulärer Spielzeit und weiteren 30 Minuten Verlängerung noch 0:0 stand.
| 1957 bis 1963                      | nicht teilgenommen |
| 1965 in Tunesien                   | 4. Platz           |
| 1968 in Äthiopien                  | Vorrunde           |
| 1970 in Sudan                      | nicht qualifiziert |
| 1972 in Kamerun                    | nicht qualifiziert |
| 1974 in Ägypten                    | nicht qualifiziert |
| 1976 in Äthiopien                  | nicht qualifiziert |
| 1978 in Ghana                      | nicht qualifiziert |
| 1980 in Nigeria                    | nicht teilgenommen |
| 1982 in Libyen                     | nicht qualifiziert |
| 1984 in der Elfenbeinküste         | nicht qualifiziert |
| 1986 in Ägypten                    | Vorrunde           |
| 1988 in Marokko                    | nicht qualifiziert |
| 1990 in Algerien                   | 4. Platz           |
| 1992 im Senegal                    | Viertelfinale      |
| 1994 in Tunesien                   | Viertelfinale      |
| 1996 in Südafrika                  | nicht qualifiziert |
| 1998 in Burkina Faso               | nicht qualifiziert |
| 2000 in Ghana und Nigeria          | Viertelfinale      |
| 2002 in Mali                       | 2. Platz           |
| 2004 in Tunesien                   | Viertelfinale      |
| 2006 in Ägypten                    | 4. Platz           |
| 2008 in Ghana                      | Vorrunde           |
| 2010 in Angola                     | nicht qualifiziert |
| 2012 in Gabun und Äquatorialguinea | Vorrunde           |
| 2013 in Südafrika                  | nicht qualifiziert |
| 2015 in Äquatorialguinea           | Vorrunde           |
| 2017 in Gabun                      | Viertelfinale      |
| 2019 in Ägypten                    | 2. Platz           |
| 2022 in Kamerun                    | Afrikameister      |
| 2024 in der Elfenbeinküste         | Achtelfinale       |
| 2025 in der Marokko                | qualifiziert       |

### Afrikanische Nationenmeisterschaft
- 2009 – 4. Platz
- 2011 – Vorrunde
- 2014 – nicht qualifiziert
- 2016 – nicht qualifiziert
- 2018 – nicht qualifiziert
- 2021 – nicht qualifiziert
- 2023 – 1. Platz
- 2025 – qualifiziert

### Westafrikameisterschaft
- 2005 in  Mali: 3. Platz
- 2009 in  Benin: 1. Platz
- 2010 in  Nigeria: 2. Platz
- 2013 in  Ghana: 2. Platz
- 2017 in  Ghana: in der 2. Runde ausgeschieden[5]
- 2019 in  Senegal: 1. Platz

### Fußballmeisterschaft des südlichen Afrika
- 2021: 2. Platz (Gastmannschaft)
- 2022: 3. Platz (Gastmannschaft)
- CEDEAO-Cup
  - 1977 & 1983 – nicht teilgenommen
  - 1985 – 1. Platz
  - 1987 – 3. Platz
  - 1990 – 2. Platz
  - 1991 – 2. Platz

### Copa Amilcar
An dem Amílcar-Cabral-Cup, dem Turnier für westafrikanische Nationalmannschaften, nahm Senegal immer teil, seitdem sie 1979 das erste Mal ausgetragen wurde. Eine Ausnahme bildet hier 2001, als die U23 des Landes das Turnier in Kap Verde spielte und gewann.
Der Senegal konnte die Amílcar-Cabral-Cup bereits 8-mal gewinnen (1979, 1980, 1983, 1984, 1985, 1986, 1991, 2001), häufiger als jedes andere Team Westafrikas.

### Sonstige Turniere
- African Games
  - African Games 1987 – Vorrunde

Seit 1991 sind die African Games ein U23-Turnier; die senegalesische Mannschaft nahm bisher nur 2003 daran teil und schied in der Vorrunde aus.

## Trainer
Nach der Unabhängigkeit des Senegal (1960) baute Raoul Diagne, der dort als „Vater des nationalen Fußballs“ angesehen wird, die Nationalelf auf und führte sie bis mindestens 1963.
Spätere Nationaltrainer waren:
- Otto Pfister (1979–1982)
- Claude Le Roy (1990–1992)
- Lamine Dieng (1992–1993)
- Peter Schnittger (1995–2001)
- Bruno Metsu (2000–2002)
- Guy Stéphan (2003–2005)
- Abdoulaye Sarr (2005–2006)
- Henryk Kasperczak (2006–2008)
- Lamine N’Diaye (2008)
- Amara Traoré (2009–2012)
- Aliou Cissé (2012)
- Joseph Koto (2012)
- Alain Giresse (2013–2015)
- Aliou Cissé (2015–2024)
- Pape Thiaw (seit 2024)